# 清水町 (愛知県)
清水町（しみずちょう）は、かつて愛知県西春日井郡にあった町である。
現在の名古屋市北区南部に該当する。町名は、亀尾の清水（年魚市水）という泉に由来する。稲置街道沿いの町として発達した。江戸時代は「清水」の表記以外に「志水」とも表記されていた。明治時代初期には「きよみずちょう」と呼称していた時期もあったという。

## 沿革
江戸時代末期、この地域は尾張国春日井郡であり、尾張藩領であった。
- 1872年（明治5年）9月29日 - 愛知県区画章程により第三大区第二小区に所属。
- 1876年（明治9年）8月21日 - 愛知県第三区の所属となる。
- 1878年（明治11年） - 杉村の一部と蓮池新田が合併し、清水町となる。
- 1878年（明治11年）12月20日 - 郡区町村編制法の施行により、春日井郡清水町となる。
- 1880年（明治13年）2月5日 - 春日井郡が分割され西春日井郡の所属となる。
- 1884年（明治17年）8月1日 - 杉村とともに西春日井郡第4組を構成し、清水町に連合戸長役場が置かれた。
- 1889年（明治22年）10月1日 - 町村制施行で、清水町となる。
- 1890年（明治23年）11月22日 - 杉村と町村組合を設立。
- 1921年（大正10年）8月22日 - 名古屋市に編入。東区の一部となる。
- 1944年（昭和19年）2月11日 - 北区新設にともない、旧・清水町の大部分が北区となる。

## 教育
- 清水尋常高等小学校（現・名古屋市立清水小学校）

## 公共交通機関
- 名鉄瀬戸線（瀬戸電気鉄道）
  - 清水駅

## 神社・仏閣
- 八王子神社
- 解脱寺
- 開闡寺

## その他
- 現在の名古屋市清水は、1980年（昭和55年）、清水町、深田町、西杉町などのそれぞれ一部分を町名変更により清水と定められたものである。そのため、旧・清水町とは一部異なる。